# Quantum-Systems
Quantum-Systems est une entreprise produisant du matériel de surveillance aérienne basée à Munich, en Allemagne.

## Production
Elle produit des Drones pouvant avoir de multiples usages.

### Série Tron

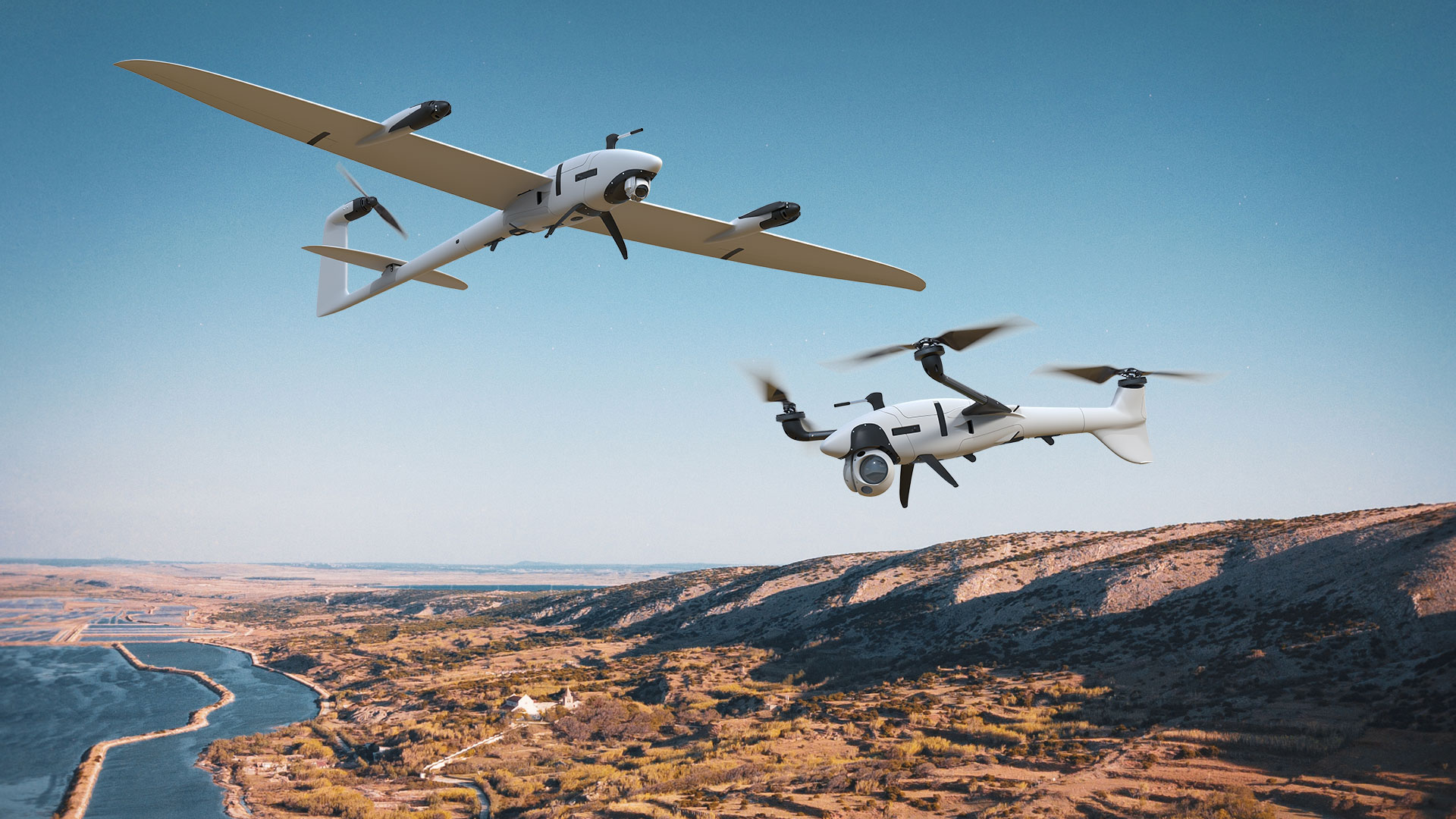
Quantum-Systems Vector.

Produit à eVTOL, décollage vertical.

### Série Trinity

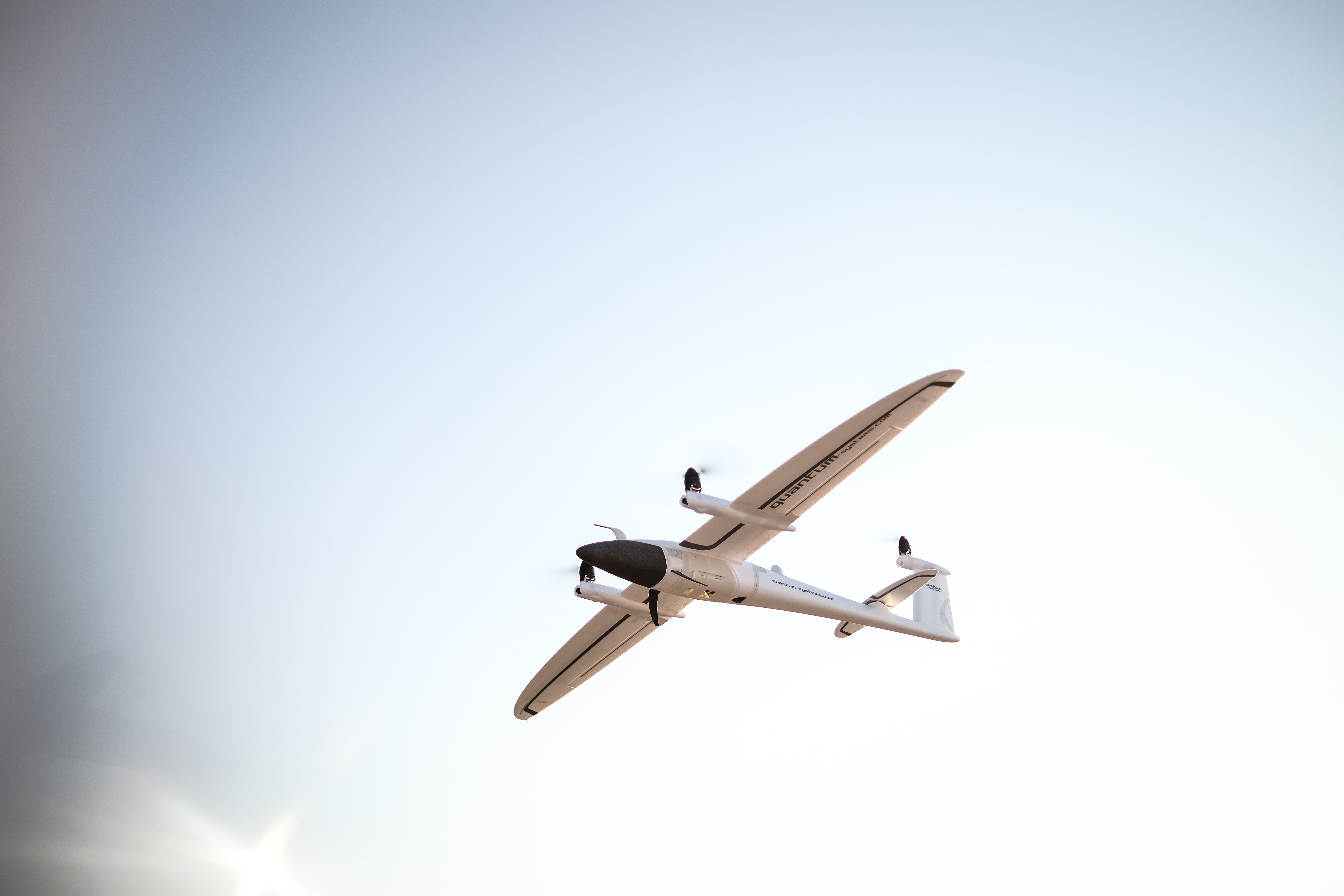
Trinity.

Avec un envergure de 2,4 mètres la série peut voler à 70 kilomètres par heure et pendant une heure trente.

### Série Vector & Sorpion
Série trirotors des Vectors sont livrés à l'Ukraine comme aide étrangère.